# Liste des seigneurs de Bamburgh
La liste des seigneurs de Bamburgh rassemble les hommes ayant gouverné la région autour de Bamburgh après la destruction du royaume de Northumbrie par les Vikings, en 867. Leur domaine, qui s'étend au nord du fleuve Tyne, correspond approximativement à l'ancienne Bernicie. Le plus célèbre d'entre eux est Uchtred le Hardi, qui gouverne toute la Northumbrie au nom du roi Æthelred le Malavisé au début du XIe siècle.
Tous semblent appartenir à la même famille, même si le lignage de certains n'est pas connu. Le titre qu'ils portent varie selon les périodes et les sources. Certains sont appelés comte (earl), tandis que d'autres ne sont que régisseur (reeve) ou haut-régisseur (high-reeve). Ils sont théoriquement vassaux des rois d'Angleterre, mais l'éloignement de leur domaine fait qu'ils bénéficient d'une grande autonomie.

## Liste des seigneurs de Bamburgh
| Nom | Période          | Remarques |
| --- | ---------------- | --- |
| Eadwulf | 878 ? – 913      | « Roi des Saxons du Nord » dans les annales irlandaises, « prince » (princeps) pour la Historia de sancto Cuthberto (qui le décrit comme un « favori » d'Alfred le Grand), « régisseur (reeve) de Bamburgh » pour le chroniqueur ouest-saxon Æthelweard. Il pourrait avoir pris le pouvoir à la mort du roi Ecgberht II, en 878. Il est assassiné en 913 par Eadred, fils de Ricsige (peut-être le roi Ricsige, prédécesseur d'Ecgberht II), qui enlève sa femme et s'enfuit. |
| Ealdred | 913 – vers 933   | Fils d'Eadwulf, il est chassé de ses terres entre 914 et 916 par le roi viking Ragnall Uí Ímair. Il s'allie au roi écossais Constantin, mais Ragnall les bat à la bataille de Corbridge en 918. Après la mort de Ragnall, en 921, il se soumet à Édouard l'Ancien, puis à Æthelstan en 927. |
| Oswulf | fl. 946 – 954    | Peut-être fils d'Eadwulf, il porte le titre de « haut-régisseur » (high-reeve) sur plusieurs chartes du roi Eadred. Il gouverne toute la Northumbrie après la mort d'Éric à la Hache sanglante en 954 et jusqu'en 963 au plus tard. |
| Eadwulf Evilcild | fl. 963 – 973    | D'ascendance inconnue, peut-être apparenté à Oswulf, il reçoit la région de Bamburgh du roi Edgar (le reste de la Northumbrie passe à Oslac). Il témoigne sur plusieurs chartes d'Edgar entre 968 et 970 et participe à la grande assemblée réunie à Chester en 973. |
| Waltheof | fl. 994          | Fils ou petit-fils d'Oswulf. Il témoigne sur une charte d'Æthelred le Malavisé en 994 en compagnie d'un autre comte nommé Northman. |
| Uchtred le Hardi | 995 ? – 1016     | Fils de Waltheof, il reçoit du roi Æthelred le Malavisé la région d'York vers 1006 et gouverne toute la Northumbrie avec le titre de comte (earl). Il est trahi par le roi Knut le Grand et assassiné par son rival Thurbrand. |
| Eadwulf Cudel | 1016 – 1020/1025 | Fils de Waltheof et frère d'Uchtred le Hardi, il gouverne Bamburgh après le meurtre de son frère (le reste de la Northumbrie passe à Éric Håkonsson). Il cède la région du Lothian aux Écossais. |
| Ealdred | 1020/1025 – 1038 | Fils d'Uchtred le Hardi, il venge son père en assassinant Thurbrand vers 1024. Il est à son tour assassiné par Carl, le fils de Thurbrand, en 1038. |
| Eadwulf | 1038 – 1041      | Fils d'Uchtred le Hardi et frère d'Ealdred, il est trahi par le roi Hardeknut et assassiné par le comte d'York Siward. |
| La région de Bamburgh est directement gouvernée par les comtes de Northumbrie Siward (1041-1055) et Tostig (1055-1065).                                                                                                 |                  | |
| Oswulf | 1065 – 1067      | Fils d'Eadwulf, il est placé à la tête de la région de Bamburgh par le comte de Northumbrie Morcar. En mars 1067, il s'oppose à son successeur Copsi et parvient à le tuer. Il est tué à son tour par un brigand à l'automne de la même année. |
| La région de Bamburgh est ensuite directement gouvernée par les comtes de Northumbrie, parmi lesquels Gospatrick, petit-fils d'Uchtred le Hardi (1067-1068 et 1070-1072) et Waltheof, petit-fils d'Ealdred (1072-1076). |                  | |

## Arbre généalogique
- Eadwulf (mort en 913)
  - Ealdred (mort vers 933)
  - Uchtred, ealdorman dans le Derbyshire ?
  - ? Oswulf (fl. 946-954)
    - ? Waltheof (fl. 994)
      - Eadwulf Cudel (mort entre 1020 et 1025)
      - Uchtred le Hardi (mort en 1016)
        - Ealdred (mort en 1038)
          - Ealdgyth ép. Ligulf (en)
            - Morcar, moine à Jarrow
            - Uchtred

          - Ælfflæd ép. Siward
            - Waltheof (mort en 1076)
              - descendance

        - Eadwulf (mort en 1041)
          - Oswulf (mort en 1067)

        - Gospatrick
          - ? Eadwulf Rus (en) (mort après 1080)

        - Ealdgyth ép. Maldred, fils de Duncan Ier
          - Gospatrick (mort après 1073)
            - descendance